# Giochi mondiali
I Giochi mondiali, chiamati World Games in lingua inglese, sono una manifestazione sportiva che comprende competizioni di molte discipline che non sono inserite nel programma dei Giochi olimpici. La prima edizione si è tenuta nel 1981.
I World Games sono organizzati e gestiti dall'International World Games Association (IWGA), sotto il patrocinio del Comitato Olimpico Internazionale (CIO).
In alcuni casi gli sport che facevano parte dei World Games sono entrati nel programma olimpico, come il triathlon, o sono stati sport olimpici in passato. La presenza nelle passate edizioni dei World Games è uno dei criteri utilizzati dal CIO per selezionare nuove discipline olimpiche. Tuttavia, il fatto che il CIO abbia l'intenzione di limitare il numero dei partecipanti alle Olimpiadi al di sotto dei 10 500 atleti, rende difficile che molti degli sport dei World Games divengano discipline olimpiche.

## Edizioni
| Edizione | Sede                               | Date                       | Paesi | Sport | Atleti |
| -------- | ---------------------------------- | -------------------------- | ----- | ----- | ------ |
| 1981     | Santa Clara, Stati Uniti d'America | 25 luglio - 2 agosto 1981  | 58    | 15    | 1 400  |
| 1985     | Londra, Regno Unito                | 25 luglio - 4 agosto 1985  | 51    | 20    | 1 410  |
| 1989     | Karlsruhe, Germania Ovest          | 20 - 30 luglio 1989        | 50    | 18    | 1 359  |
| 1993     | L'Aia, Paesi Bassi                 | 21 luglio - 1º agosto 1993 | 67    | 21    | 2 026  |
| 1997     | Lahti, Finlandia                   | 7 - 11 agosto 1997         | 60    | 20    | 2 016  |
| 2001     | Akita, Giappone                    | 16 - 26 agosto 2001        | 80    | 22    | 2 380  |
| 2005     | Duisburg, Germania                 | 14 - 24 luglio 2005        | 93    | 26    | 3 149  |
| 2009     | Kaohsiung, Taiwan                  | 16 - 26 luglio 2009        | 84    | 25    | 2 908  |
| 2013     | Cali, Colombia                     | 25 luglio - 4 agosto 2013  | 91    | 26    | 3 103  |
| 2017     | Breslavia, Polonia                 | 20 - 30 luglio 2017        | 102   | 27    | 3 430  |
| 2022     | Birmingham, Stati Uniti d'America  | 7 - 17 luglio 2022         | 99    | 30    | 3 457  |
| 2025     | Chengdu, Cina                      |                            |       |       |        |

## Sport ufficiali
- Aliante acrobatico
- Arrampicata
- Baseball
- Beach handball
- Biliardo: 
  - (Carambola)
  - (Palla 9)
  - (Snooker)
- Bocce
  - Pétanque
  - Raffa
  - Volo
- Bowling (10 birilli)
- Canoa polo
- Danza sportiva
- Fistball
- Flag football
- Flying Disc
  - Disc golf
  - Ultimate
- Floorball
- Ginnastica: 
  - Ginnastica acrobatica
  - Ginnastica aerobica
  - Ginnastica ritmica
  - Trampolino elastico
  - Tumbling
- Hockey in-line
- Ju jitsu
- Karate
- Korfball
- Lacrosse
- Muay thai
- Nuoto per salvamento
- Nuoto pinnato
- Orientamento
- Paracadutismo
- Paramotore
- Pattini a rotelle:
  - (artistico)
  - (velocità in-line)
- Powerlifting
- Racquetball
- Sci nautico
- Softball
- Squash
- Sumo
- Tiro alla fune
- Tiro di campagna
- Wakeboard

Sport dimostrativi
- Football americano
- Indoor rowing
- Kickboxing
- Speedway

## Titoli assegnati
| Sport                           | 1981 | 1985                                    | 1989                                    | 1993                                    | 1997                                    | 2001                                    | 2005                                    | 2009                                    |
| ------------------------------- | ---- | --------------------------------------- | --------------------------------------- | --------------------------------------- | --------------------------------------- | --------------------------------------- | --------------------------------------- | --------------------------------------- |
| Arrampicata                     |      |                                         |                                         |                                         |                                         |                                         | 4                                       | 4                                       |
| Badminton                       | 5    |                                         | dal 1988 è sport olimpico               | dal 1988 è sport olimpico               | dal 1988 è sport olimpico               | dal 1988 è sport olimpico               | dal 1988 è sport olimpico               | dal 1988 è sport olimpico               |
| Baseball                        | 1    | dal 1984 al 2008 è stato sport olimpico | dal 1984 al 2008 è stato sport olimpico | dal 1984 al 2008 è stato sport olimpico | dal 1984 al 2008 è stato sport olimpico | dal 1984 al 2008 è stato sport olimpico | dal 1984 al 2008 è stato sport olimpico | dal 1984 al 2008 è stato sport olimpico |
| Biliardo                        |      |                                         |                                         |                                         |                                         | 4                                       | 4                                       | 4                                       |
| Bocce                           |      | 1                                       | 2                                       | 2                                       | 2                                       | 4                                       | 6                                       | 8                                       |
| Bodybuilding                    | 6    | 6                                       | 6                                       | 7                                       | 9                                       | 7                                       | 7                                       | 7                                       |
| Bowling                         | 3    | 5                                       | 3                                       | 3                                       | 3                                       | 3                                       | 6                                       | 3                                       |
| Canoa polo                      |      |                                         |                                         |                                         |                                         |                                         | 2                                       | 2                                       |
| Casting                         | 10   | 12                                      |                                         | 13                                      | 11                                      | 6                                       | 6                                       |                                         |
| Danza sportiva                  |      |                                         |                                         |                                         | 2                                       | 2                                       | 3                                       | 3                                       |
| Fistball                        |      | 1                                       | 1                                       | 1                                       | 1                                       | 1                                       | 1                                       | 1                                       |
| Frisbee                         |      |                                         |                                         |                                         |                                         | 3                                       | 1                                       | 1                                       |
| Ginnastica acrobatica           |      |                                         |                                         | •                                       | •                                       | 5                                       | 5                                       | 5                                       |
| Ginnastica aerobica             |      |                                         |                                         |                                         | •                                       | 4                                       | 5                                       | 5                                       |
| Ginnastica ritmica              |      |                                         |                                         |                                         |                                         | 4                                       | 4                                       | 4                                       |
| Hockey in-line                  |      |                                         |                                         |                                         |                                         |                                         | 1                                       | 1                                       |
| Hockey su pista                 | 1    | •                                       | •                                       | •                                       |                                         | 1                                       |                                         |                                         |
| Ju-Jitsu                        |      |                                         |                                         |                                         |                                         | 9                                       | 10                                      | 10                                      |
| Karate                          | 9    | •                                       | •                                       | •                                       | •                                       | 12                                      | 13                                      | 13                                      |
| Korfball                        |      | •                                       | •                                       | •                                       | •                                       | 1                                       | 1                                       | 1                                       |
| Nuoto per salvamento            |      | •                                       | •                                       | •                                       | •                                       | 26                                      | 26                                      | 16                                      |
| Nuoto pinnato                   | 12   | •                                       | •                                       | •                                       | •                                       | 10                                      | 10                                      | 10                                      |
| Orientamento                    |      |                                         |                                         |                                         |                                         | 3                                       | 3                                       | 5                                       |
| Paracadutismo                   |      |                                         |                                         |                                         |                                         | 4                                       | 5                                       | 5                                       |
| Pattinaggio artistico a rotelle | 4    | •                                       | •                                       | •                                       | •                                       | 4                                       | 4                                       | 4                                       |
| Pattinaggio di velocità in-line | 6    | •                                       | •                                       | •                                       | •                                       | 10                                      | 12                                      | 10                                      |
| Powerlifting                    |      |                                         |                                         |                                         |                                         | 6                                       | 8                                       | 8                                       |
| Racquetball                     |      | •                                       |                                         | •                                       |                                         |                                         |                                         | 2                                       |
| Rugby a 7                       |      |                                         |                                         |                                         |                                         | 1                                       | 1                                       | 1                                       |
| Sci nautico                     | 8    | •                                       | •                                       | •                                       | •                                       | 12                                      | 8                                       | 6                                       |
| Softball                        | 2    | •                                       |                                         |                                         | 96/08 è sport olimpico                  | 96/08 è sport olimpico                  | 96/08 è sport olimpico                  | 1                                       |
| Squash                          |      |                                         |                                         |                                         | •                                       |                                         | 2                                       | 2                                       |
| Sumo                            |      |                                         |                                         |                                         |                                         |                                         | 8                                       | 8                                       |
| Taekwondo                       | 10   | •                                       | •                                       | •                                       |                                         | dal 2000 è sport olimpico               | dal 2000 è sport olimpico               | dal 2000 è sport olimpico               |
| Trampolino e Tumbling           | 6    | •                                       | •                                       | •                                       | •                                       | 6                                       | 6                                       | 6                                       |
| Tiro di campagna                |      | •                                       | •                                       | •                                       | •                                       | 6                                       | 6                                       | 6                                       |
| Tiro alla fune                  | 2    | •                                       | •                                       | •                                       | •                                       | 3                                       | 3                                       | 3                                       |
| Totale                          | 88   |                                         |                                         |                                         |                                         | 155                                     | 179                                     | 164                                     |

## Medagliere
Nelle 10 edizioni dei giochi sin qui disputate la Russia (Unione Sovietica sino all'edizione 1989) si è aggiudicata il medagliere in 4 occasioni (2001, 2005, 2009 e 2017), l'Italia in 3 (1985, 1989 e 2013), gli Stati Uniti d'America in 2 (1981 e 1997) e due volte la Germania, la prima (partecipò come Germania Ovest nelle prime tre edizioni) nel 1993 e la seconda nel 2022.
| #  | Nazione       | Oro | Argento | Bronzo | Totale |
| -- | ------------- | --- | ------- | ------ | ------ |
| 1  | Italia        | 179 | 195     | 173    | 547    |
| 2  | Germania      | 177 | 133     | 167    | 477    |
| 3  | Stati Uniti   | 172 | 157     | 126    | 455    |
| 4  | Russia        | 136 | 111     | 72     | 319    |
| 5  | Francia       | 125 | 127     | 137    | 389    |
| 6  | Cina          | 113 | 76      | 39     | 228    |
| 7  | Ucraina       | 76  | 73      | 68     | 217    |
| 8  | Giappone      | 72  | 61      | 70     | 203    |
| 9  | Gran Bretagna | 69  | 67      | 98     | 234    |
| 10 | Spagna        | 56  | 50      | 62     | 168    |